# Cryptanura boliviensis
Cryptanura boliviensis là một loài tò vò trong họ Ichneumonidae.